# George Zamka
George David Zamka (Jersey City, 29 giugno 1962) è un astronauta statunitense.
Zamka è nato nel New Jersey, si è diplomato nel Michigan, è sposato ed ha due figli.
Nel 1984 ha conseguito un Bachelor of science in matematica all'Accademia della Marina degli Stati Uniti d'America. Dopo il diploma è diventato un pilota della USMC. È stato addestrato per pilotare gli A-6 Intruder. Nel 1990 ha volato per 66 volte durante la Guerra del Golfo.
Nel giugno del 1998 Zamka è stato selezionato come astronauta dalla NASA ed in agosto iniziò l'addestramento. Ha partecipato come pilota della missione STS-120 del Programma Space Shuttle alla quale ha preso parte anche Paolo Nespoli.
Ha partecipato, in veste di comandante, alla missione STS-130.